# Казале, Николя
Николя Казале (фр. Nicolas Cazalé; род. 24 апреля 1977, По, Франция) — французский актёр.

## Биография
Николя Казале родился 24 апреля 1977 года в городе По, что в департаменте Атлантические Пиренеи на юге Франции. Его отец был родом из Беарна, а мать — алжирка по происхождению. Николя провел детство в окрестностях Вильнёв-сюр-Ло. В возрасте 18 лет Николя пришел со своим приятелем в театральную студию, и с этого началась его актерская карьера. Закончив студию, он отправился в Париж, где поступил в школу драматических искусств «Курсы Флоран».
Свою карьеру киноактера Николя Казале начал с телевизионных постановок: играл эпизодические роли в сериалах «Жюли Леско» и «Фабио Монтале». В 2001 году он снялся в своем первом фильме — «Прощай, красавица» Стефани Джиусти. Через два года получил роль Пятницы в телевизионной постановке «Робинзона Крузо», главную роль в которой исполнял знаменитый французский комик Пьер Ришар. После этой работы на Николя обратили внимание и другие режиссеры: Гаэль Морель пригласил его в свои фильмы «Дороги в пустыне» и «Клан», где Казаль играл одного из трех братьев, вокруг которых разворачивается история. Его партнерами по фильму стали Стефан Ридо и Ор Арика. В 2004 году Николя снялся в фильме Исмаэля Феррухи «Большое путешествие».
Популярность актер получил в 2005 году, когда снялся в драме «Сен-Жак… мечеть» Колина Серро и в триллере «Семена смерти» Режис Варнье. В 2006 году Николя стал лицом французской марки модной одежды Chevignon. В следующем году Николя играл вместе с Анн Кайон и Лаурой Смет в драме «Убийственный ультрафиолет» Жиля Паке-Бреннера. В 2008 году Казале был номинирован на «Сезар» как самый перспективный актер за роль в фильме «Сын бакалейщика» Эрика Гиродо. После этого Николя снялся в двух испанских лентах — «Беспокойная Анна» Хулио Медема и «Певица танго» Диего Мартинеса Виньятти. В 2011 году Чарльз де Мо пригласил актера на главную роль в фильме «Финишная прямая», где Николя сыграл роль молодого жокея.
В 2010 году Казаль представил в Каннах свою первую режиссерскую работу — короткометражку «Что было потом» с Даниелем Дювалем. Во второй короткометражной ленте Казале 2013 года «Верить» снялась Эммануэль Сенье.
Параллельно с работой в кино Николя Казале продолжает сниматься в телевизионных постановках и в сериалах.